# Actor's Sud
L'Actor's Sud est une formation professionnelle d'acteurs basée à Marseille dans le sud de la France.
Créée en 2000. L'école est d'ouverture nationale et internationale.
Orientée vers le Théâtre contemporain et le Cinéma indépendant cette formation forme en deux ans des acteurs professionnels.
Le travail pédagogique s'appuie sur une équipe de pédagogues confirmés, tous professionnels des secteurs du Théâtre et du Cinéma.
Le petit nombre de participants (14) garantit un travail efficace et une présence sur le plateau très importante.
En fin de deuxième année, des représentations théâtrales sont organisées, ainsi que le projections du film auquel ont participé l'ensemble des deuxièmes années.
Chaque année la formation accueille des stagiaires venus de France, mais également de l'étranger.
Quelques nationalités ayant déjà été accueillies : Belgique, Chili, Luxembourg, Mexique, Suisse.
Nadine Leon Gobet actrice internationale basée actuellement à Londres, représentée par l'agence @BTA fut élève en 2009-2010-2011.
L'école ferma ses portes en 2014.